# Libnotes (Libnotes) elachista
Libnotes (Libnotes) elachista is een tweevleugelige uit de familie steltmuggen (Limoniidae). De soort komt voor in het Australaziatisch gebied.